# 24-Stunden-Rennen auf dem Nürburgring 1986

Streckenführung für das 24-Stunden-Rennen ab 1984

Das 14. 24-Stunden-Rennen auf dem Nürburgring fand vom 21. auf den 22. Juni 1986 auf dem Nürburgring statt.

## Rennergebnis
Nach 1984 und 1985 gewann das Auto Budde Team zum dritten Mal in Folge das 24-Stunden-Rennen auf dem Nürburgring, in diesem Jahr auf einem BMW 325i. Das Siegerauto pilotierten Markus Oestreich, Otto Rensing und Winfried Vogt. Auf dem zweiten Platz kam das LuK-Opel Team mit Joachim Winkelhock, Norbert Haug und Karl Mauer auf einem Opel Manta 400 ins Ziel. Das Podium wurde durch Herbert Kummle, Andreas Schall und Rainer Teitscheidden auf einem Ford Escort RS2000 von Pontus-Racing komplettiert.
Das Siegfahrzeug absolvierte 130 Runden und legte dabei 3295,50 km zurück. Von den 154 gestarteten Fahrzeugen wurden 91 gewertet.

## Rennverlauf
Wie bereits im Rennen 1984 verunfallte Harald Grohs in einem Favoritenfahrzeug spät im Rennen. Nach 81 Runden und 17 Stunden „verschrottete“ er sein Fahrzeug im Bereich Metzgesfeld. Auto Budde verlor im Rennverlauf drei Fahrzeuge, gewann das Rennen jedoch mit dem vierten. Der 325i wurde später als der „gelbe Dauerläufer“ bekannt.

## Streckenführung
Seit dem Umbau der Strecke im Jahr 1983 wurde das 24-Stunden-Rennen am Nürburgring auf einer Kombination aus Nordschleife und Grand-Prix-Strecke ausgetragen.

## Trivia
Das drittplatzierte Fahrzeug war 1986 ein in die Jahre gekommener Ford Escort RS2000, der seit Ende 1979 nicht mehr gebaut wurde. Herbert Kummle, einer der Fahrer des Escort, gewann mit dem gleichen Fahrzeug das 24-Stunden-Rennen 1979. Mit im Auto saßen damals Winfried Vogt und Karl Mauer. Das siegreiche Trio von 1979 stand 1986 wieder gemeinsam auf dem Podium, jedoch mit drei verschiedenen Teams auf dem ersten, zweiten und dritten Platz.